# 주머니칼

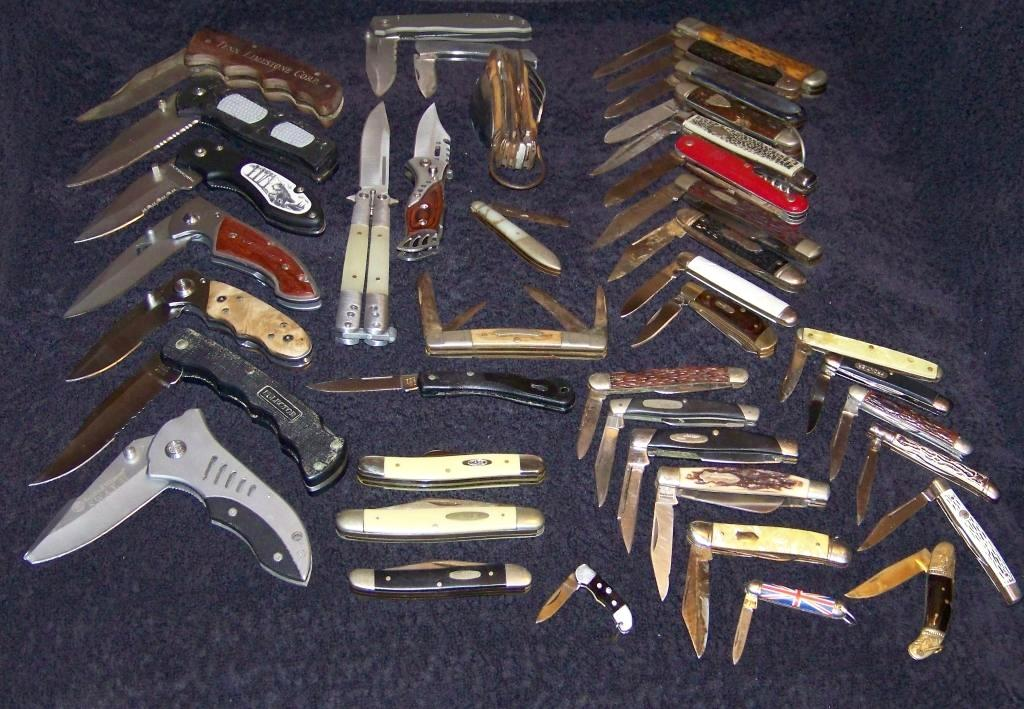
여러 주머니칼.

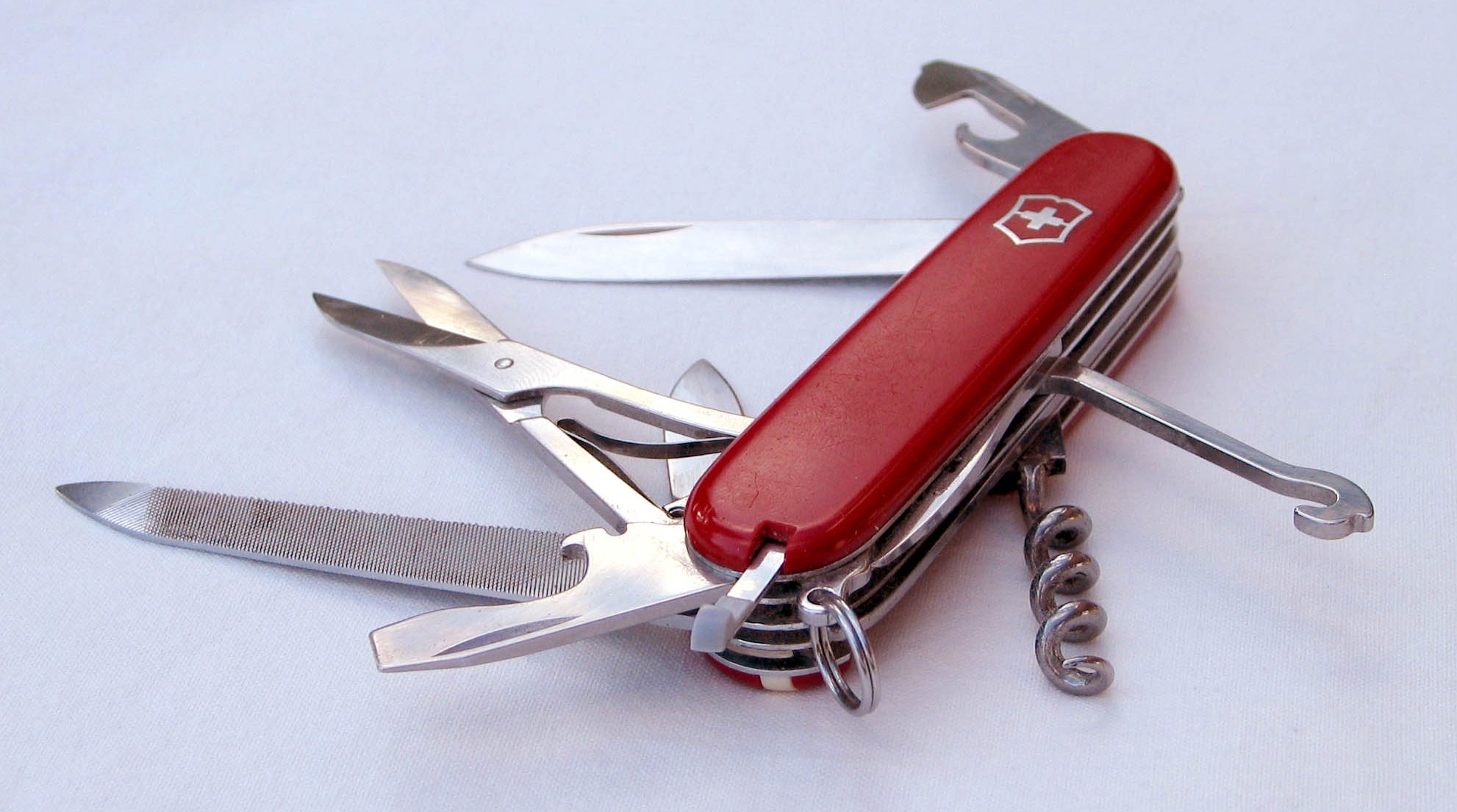
빅토리녹스 스위스 군용 칼.

주머니칼은 하나 이상의 칼날이 있는 접을 수 있는 칼의 하나로, 주머니 안에 딱 들어갈 정도로 휴대성이 있는 칼이다. 접칼이라고도 하며, 그 외에 포켓나이프(pocketknife), 잭나이프(jackknife)라고도 한다. 일반적인 칼날의 길이는 5 to 15 센티미터 (2 to 6 in)이다. 주머니칼은 다목적 도구이며 봉투를 열거나 노끈을 자르거나 과일을 쪼개거나 자기 방어 수단으로 사용할 수도 있다.

## 역사
최초의 주머니칼은 적어도 초기 철기 시대로 거슬러 올라간다. 뼈 손잡이가 있는 주머니칼은 600~500 BCE 즈음 오스트리아의 할슈타트 문화의 형태로 발견되었다.

## 같이 보기
- 버터플라이 나이프